# Чэньчжоу
Чэньчжо́у (кит. упр. 郴州, пиньинь Chēnzhōu) — городской округ в провинции Хунань КНР.

## Этимология
Иероглиф 郴 («чэнь») имеет единственное значение: он обозначает именно эту местность. Сам он составлен из элементов 林 (лес) и 邑 (город), то есть его смысл — «город в лесу».

## История
Ещё во времена империи Цинь, в 221 году до н. э., был создан уезд Чэньсянь (郴县). Изначально он входил в состав округа Чанша (长沙郡), при империи Хань в 113 году до н. э. южная часть Чаншаского округа была выделена в отдельный Гуйянский округ (桂阳郡), органы власти которого размещались именно в уезде Чэньсянь. В восточной части этих земель в 136 году был создан уезд Ханьнин (汉宁县), который в 280 году переименован в Цзиньнин (晋宁县). В 359 году из уезда Цзиньнин был выделен уезд Жучэн, впоследствии переименованный в Луян (卢阳县).
Когда китайские земли оказались объединены в империю Суй, то в 589 году Гуйянский округ был расформирован, а вместо него была создана Чэньчжоуская область (郴州). Уезд Цзиньнин был в 607 году переименован в Цзиньсин (晋兴县). В 617 году южная часть уезда Чэньсянь была выделена в уезд Ичжан.
При империи Тан в 625 году западная часть уезда Чэньсянь была выделена в отдельный уезд Пинъян (平阳县), южная — в уезд Ичжан (义章县). В 672 году уезд Цзиньсин был в 672 году переименован в Цзысин (资兴县). В 725 году северная часть уезда Чэньсянь была выделена в уезд Аньлин (安陵县), в 742 году переименованный в Гаотин (高亭县). Уезд Луян был в эпоху Тан переименован в Ичан (义昌县).
В уезде Пинъян с 804 года разместился Гуйянский инспектор (桂阳监), надзиравший за добычей меди и чеканкой монеты в этих местах. В бурную эпоху 5 династий и 10 царств уезд Цзысин был присоединён к уезду Чэньсянь, а уезд Ичан был переименован в Чэньи (郴义县).
После основания в 976 году империи Сун из-за практики табу на имена, чтобы избежать употребления иероглифа, входящего в личное имя основателя империи Чжао Куанъи, первый иероглиф в названии уезда Ичжан был заменён на иероглиф 宜. В 1073 году уезд Аньлин был переименован в Юнсин. В 1133 году земли, находившиеся в подчинении Гуйянского инспектора, были преобразованы в Гуйянский военный округ (桂阳军). В 1209 году был вновь создан уезд Цзысин. Также в эпоху Сун уезд Чэньи был переименован в Гуйян (桂阳县), восточная часть которого в 1211 году была выделена в отдельный уезд Гуйдун.
После монгольского завоевания Гуйянский военный округ был в 1277 году преобразован в Гуйянский регион (桂阳路), власти которого разместились в уезде Пинъян (а вовсе не в уезде Гуйян), а в уезде Чэньсянь разместились власти Чэньчжоуского региона (郴州路), сам уезд Чэньсянь был переименован в Чэньян (郴阳县). После свержения власти монголов и основания империи Мин «регионы» были переименованы в «управы» — так в 1368 году появились Чэньчжоуская управа (郴州府) и Гуйянская управа (桂阳府). В 1376 году они были немного понижены в статусе, став Чэньчжоуской непосредственно управляемой областью (郴州直隶州) и Гуйянской областью (桂阳州); уезды Чэньян и Пинъян были при этом расформированы, а их территории напрямую подчинены соответствующим областным властям, а на стыке уезда Линьу и бывшего уезда Пинъян был создан уезд Цзяхэ. После Синьхайской революции в Китае была проведена реформа структуры административного деления, в ходе которой области были упразднены, и поэтому в 1913 году Чэньчжоуская непосредственно управляемая область и Гуйянская область была расформированы, а территории, ранее напрямую подчинённые областным властям, стали уездами Чэньсянь и Гуйян соответственно; прежний уезд Гуйян был при этом переименован в Жучэн.
После образования КНР в 1949 году был создан Специальный район Чэньсянь (郴县专区), состоящий из 10 уездов. В 1951 году он был переименован в Специальный район Чэньчжоу (郴州专区).
В октябре 1952 года Специальный район Чэньчжоу был расформирован, и его административные единицы перешли в состав новой структуры — Сяннаньского административного района (湘南行政区). В 1954 году Сяннаньский административный район был упразднён, и был вновь создан Специальный район Чэньсянь, в который на этот раз вошло 14 уездов.
В 1959 году многие уезды были попарно объединены между собой, и в составе специального района оказалось 8 уездов.
15 августа 1960 года урбанизированная часть уезда Чэньсянь была выделена в отдельный городской уезд Чэньчжоу, подчинённый непосредственно властям специального района. 29 августа 1960 года Специальный район Чэньсянь был вновь переименован в Специальный район Чэньчжоу.
В 1961 году из уезда Чэньсянь был выделен ещё и городской уезд Дунцзян (东江市), а объединённые в 1959 году уезды были разделены вновь, при этом два уезда было расформировано, в результате чего в составе специального района стало 2 городских уезда и 13 уездов.
20 октября 1962 года городской уезд Дунцзян был присоединён к уезду Цзысин. 30 октября 1962 года уезды Ланьшань и Синьтянь были переданы в состав Специального района Линлин (零陵专区).
20 мая 1963 года городской уезд Чэньчжоу был вновь присоединён к уезду Чэньсянь, и специальный район стал состоять из 11 уездов.
В 1970 году Специальный район Чэньчжоу был переименован в Округ Чэньчжоу (郴州地区).
В декабре 1977 года из уезда Чэньсянь был вновь выделен городской уезд Чэньчжоу.
8 февраля 1983 года уезд Лэйян был передан в состав городского округа Хэнъян, а уезд Аньжэнь — в состав городского округа Чжучжоу, однако уже 13 июля уезд Аньжэнь был возвращён обратно.
Постановлением Госсовета КНР от 20 декабря 1984 года уезд Цзысин был преобразован в городской уезд.
Постановлением Госсовета КНР от 17 декабря 1994 года были расформированы округ Чэньчжоу, городской уезд Чэньчжоу и уезд Чэньсянь, и образован городской округ Чэньчжоу; на землях бывших городского уезда Чэньчжоу и уезда Чэньсянь были созданы районы Бэйху и Сусянь.

## Административно-территориальное деление
Городской округ Чэньчжоу делится на 2 района, 1 городской уезд, 8 уездов:
| Карта                                                                  | Карта    | Карта     | Карта         | Карта            | Карта         |
| ---------------------------------------------------------------------- | -------- | --------- | ------------- | ---------------- | ------------- |
| Бэйху Сусянь Гуйян Ичжан Юнсин Цзяхэ Линьу Жучэн Гуйдун Аньжэнь Цзысин |          |           |               |                  |               |
| Статус                                                                 | Название | Иероглифы | Пиньинь       | Население (2010) | Площадь (км²) |
| Район                                                                  | Бэйху    | 北湖区    | Běihú qū      |                  |               |
| Район                                                                  | Сусянь   | 苏仙区    | Sūxiān qū     |                  |               |
| Городской уезд                                                         | Цзысин   | 资兴市    | Zīxīng shì    |                  |               |
| Уезд                                                                   | Гуйян    | 桂阳县    | Guìyáng xiàn  |                  |               |
| Уезд                                                                   | Ичжан    | 宜章县    | Yízhāng xiàn  |                  |               |
| Уезд                                                                   | Юнсин    | 永兴县    | Yǒngxīng xiàn |                  |               |
| Уезд                                                                   | Цзяхэ    | 嘉禾县    | Jiāhé xiàn    |                  |               |
| Уезд                                                                   | Линьу    | 临武县    | Línwǔ xiàn    |                  |               |
| Уезд                                                                   | Жучэн    | 汝城县    | Rǔchéng xiàn  |                  |               |
| Уезд                                                                   | Гуйдун   | 桂东县    | Guìdōng xiàn  |                  |               |
| Уезд                                                                   | Аньжэнь  | 安仁县    | Ānrén xiàn    |                  |               |

## Экономика
В городе расположен металлургический завод Shagang Group.